# Mikołajki (województwo podlaskie)
Mikołajki – wieś w Polsce położona w województwie podlaskim, w powiecie łomżyńskim, w gminie Łomża.
| SIMC    | Nazwa   | Rodzaj    |
| ------- | ------- | --------- |
| 0400840 | Gałązki | część wsi |

Wierni kościoła rzymskokatolickiego należą do parafii św. Wojciecha Biskupa i Męczennika w Szczepankowie.

## Historia
W latach 1921 – 1939 wieś leżała w województwie białostockim, w powiecie łomżyńskim, w gminie Szczepankowo.
Według Powszechnego Spisu Ludności z 1921 roku wieś zamieszkiwało 161 osób, 143 było wyznania rzymskokatolickiego, 18 ewangelickiego. Jednocześnie wszyscy mieszkańcy zadeklarowali polską przynależność narodową. Było tu 21 budynków mieszkalnych. Miejscowość należała do parafii rzymskokatolickiej w Szczepankowie i ewangelickiej w Łomży. Podlegała pod Sąd Grodzki i Okręgowy w Łomży; właściwy urząd pocztowy mieścił się w Łomży.
W wyniku napaści ZSRR na Polskę we wrześniu 1939 miejscowość znalazła się pod okupacją sowiecką. Od czerwca 1941 roku pod okupacją niemiecką. Od 22 lipca 1941 do 1945 włączona w skład Landkreis Lomscha, Bezirk Bialystok III Rzeszy.

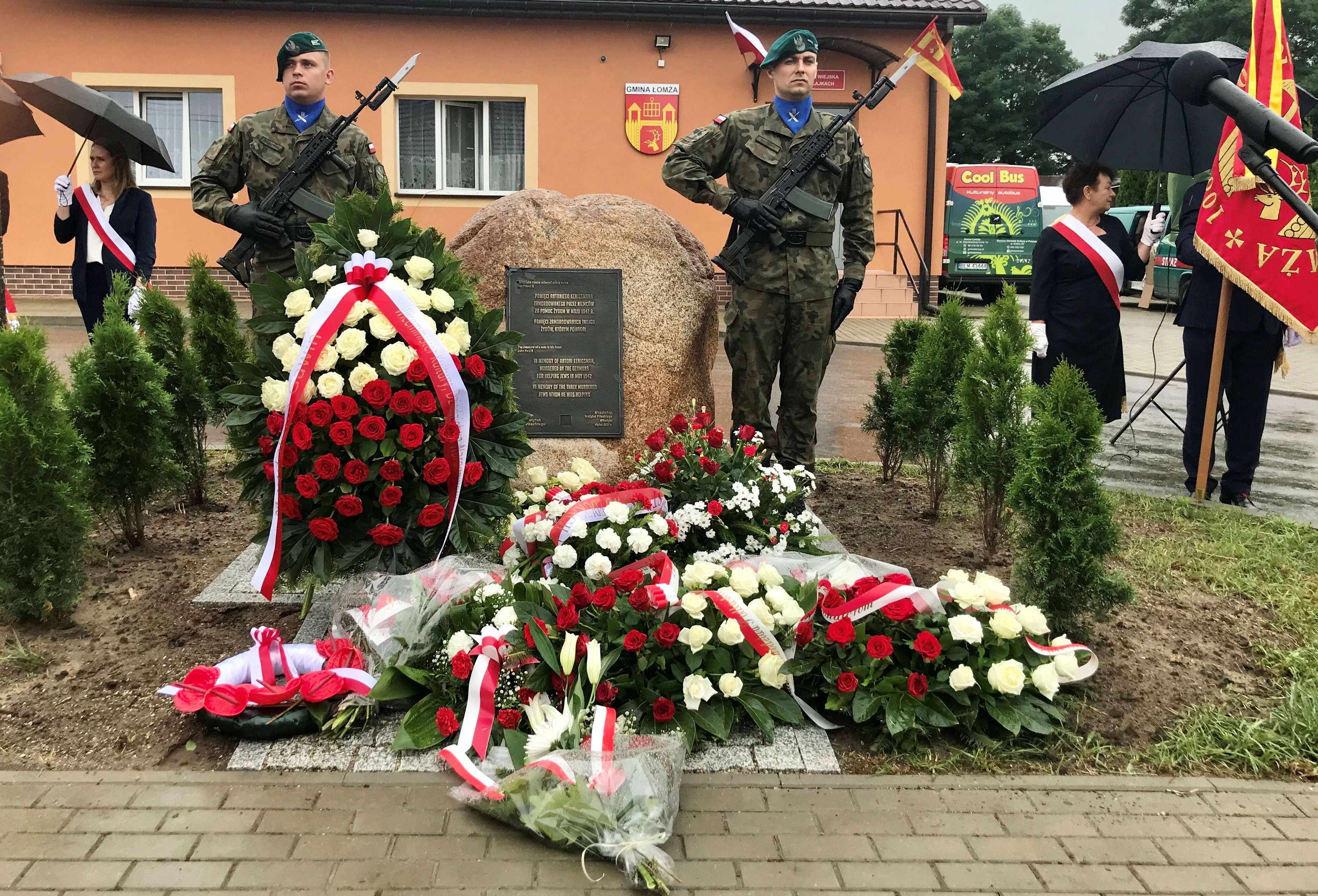
Tablica pamiątkowa w Mikołajkach poświęcona Antoniemu Kenigsmanowi

W latach 1975–1998 miejscowość administracyjnie należała do województwa łomżyńskiego.
W I połowie 1942 r. mieszkający w Mikołajkach Antoni Kenigsman ukrywał w swoim gospodarstwie trójkę Żydów uciekających przed represjami ze względu na pochodzenie. W maju 1942 r., po przeszukaniu gospodarstwa przez żandarmów i oficerów Gestapo, ukrywający się oraz Kenigsman zostali zamordowani. 2 lipca 2021 r. po imieniu miało miejsce odsłonięcie przez wiceminister kultury i dziedzictwa narodowego Magdalenę Gawin tablicy pamiątkowej poświęconej Antoniemu Kenigsmanowi. Wydarzenie zostało zorganizowane w ramach projektu Zawołani po imieniu zainicjowanego przez Magdalenę Gawin i prowadzonego przez Instytut Pileckiego.